# Nesslau-Krummenau

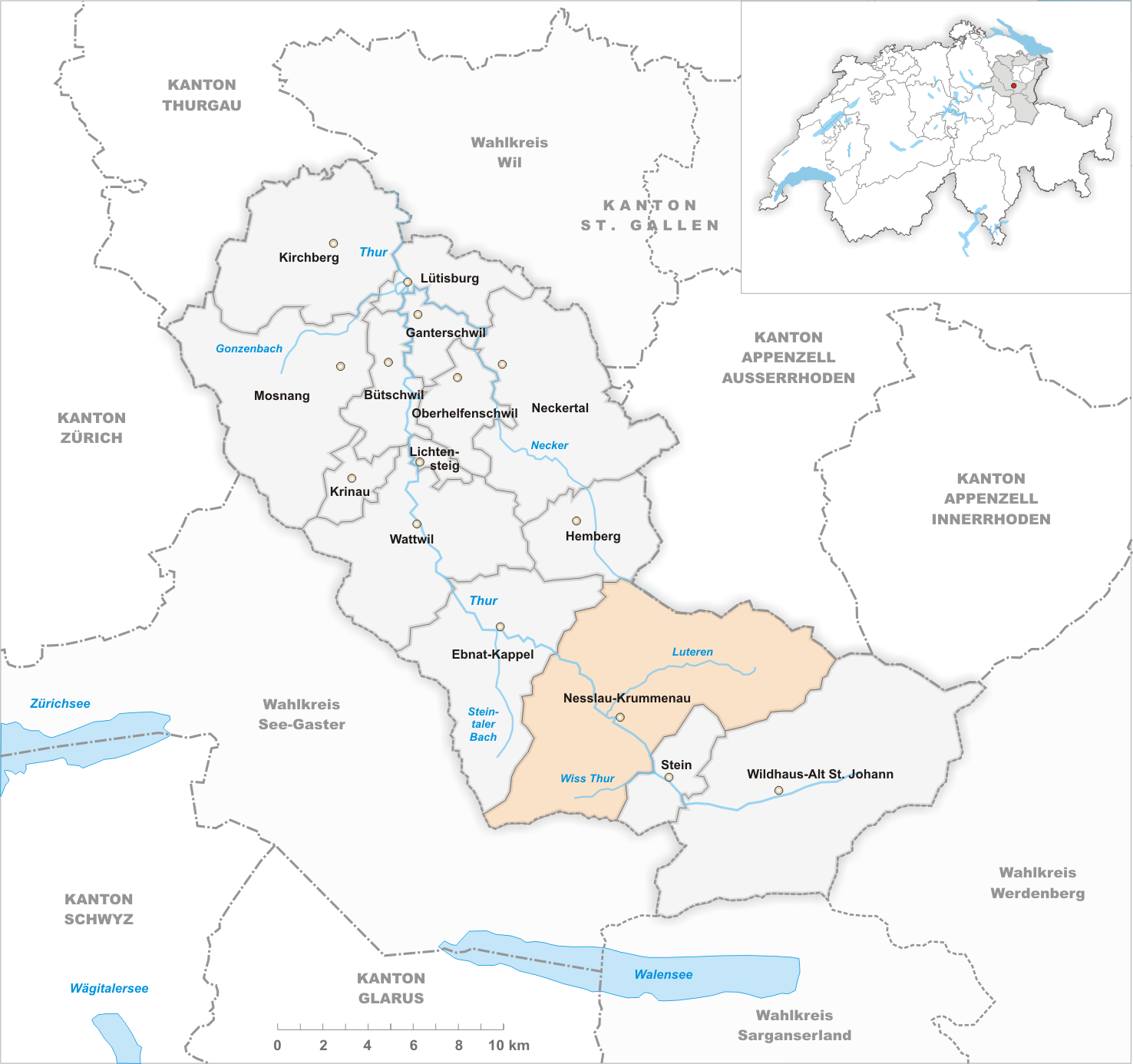
Gemeindestand vor der Fusion am 1. Januar 2013

Nesslau-Krummenau war von 2005 bis 2012 eine politische Gemeinde im Schweizer Kanton St. Gallen. Nach der zum 1. Januar 2013 beschlossenen Fusion mit Stein (SG) ist sie in der neuen Gemeinde Nesslau aufgegangen.

## Gliederung, Fläche, Einwohner, Wappen
Nesslau-Krummenau im oberen Toggenburg entstand am 1. Januar 2005 aus der Gemeinde Nesslau (Postleitzahl 9650) und der Gemeinde Krummenau. Es bestand aus den Dörfern Krummenau (Postleitzahl 9643), Neu St. Johann (Postleitzahl 9652) und Ennetbühl (Postleitzahl 9651).
Mit 80,63 km² war Nesslau-Krummenau flächenmässig die drittgrösste Gemeinde im ganzen Kanton St. Gallen. Am 31. Dezember 2004 hatte Nesslau eine Fläche von 38,18 km² und eine Einwohnerzahl von 1'965, Krummenau dagegen eine Fläche von 42,28 km² und 1'493 Einwohner. Die gesamte politische Gemeinde Nesslau-Krummenau hatte Ende 2010 3'348 Einwohner.
Das Wappen zeigte zwei silberne Wellenbalken auf blauem Grund (für die Flüsse Thur und Luteren) sowie zwei goldene Sterne, die die beiden ehemaligen Gemeinden darstellten.

## Geographie

Luftbild (1947)

Die Dörfer Nesslau-Neu St. Johann und Krummenau liegen im oberen Thurtal und Ennetbühl im Luterental an der Schwägalp-Passstrasse. Zur Gemeinde Nesslau-Krummenau gehörte ein Teil des höchsten Nagelfluh-Bergs Europas, des Speers (1950 m), sowie ein Teil des Alpsteins. Das Gemeindegebiet erstreckt sich östlich bis zur Passhöhe der Schwägalp, die die Grenze zum Kanton Appenzell Ausserrhoden bildet. Höchster Berg ganz auf Gemeindegebiet ist mit 2158 m die Silberplatten im Alpstein nahe dem Säntis. Durch das Gemeindegebiet fliessen die Thur und die Luteren. Die beiden Flüsse sind im Wappen als zwei silberne Wellenbalken dargestellt. In der Nähe des Dorfes Krummenau liegt die Talstation der Wolzenalp-Bahnen, die auf die in Nesslau gelegene Wolzenalp führen und das gleichnamige Ski- und Wandergebiet erschliessen. Das Gebiet wird von der Bahnlinie der Südostbahn von Wattwil her mit den Bahnhöfen in Krummenau und Nesslau-Neu St. Johann erschlossen. Von Nesslau führen die Postautolinien nach Wildhaus – Buchs SG und über die Schwägalp nach Urnäsch AR.

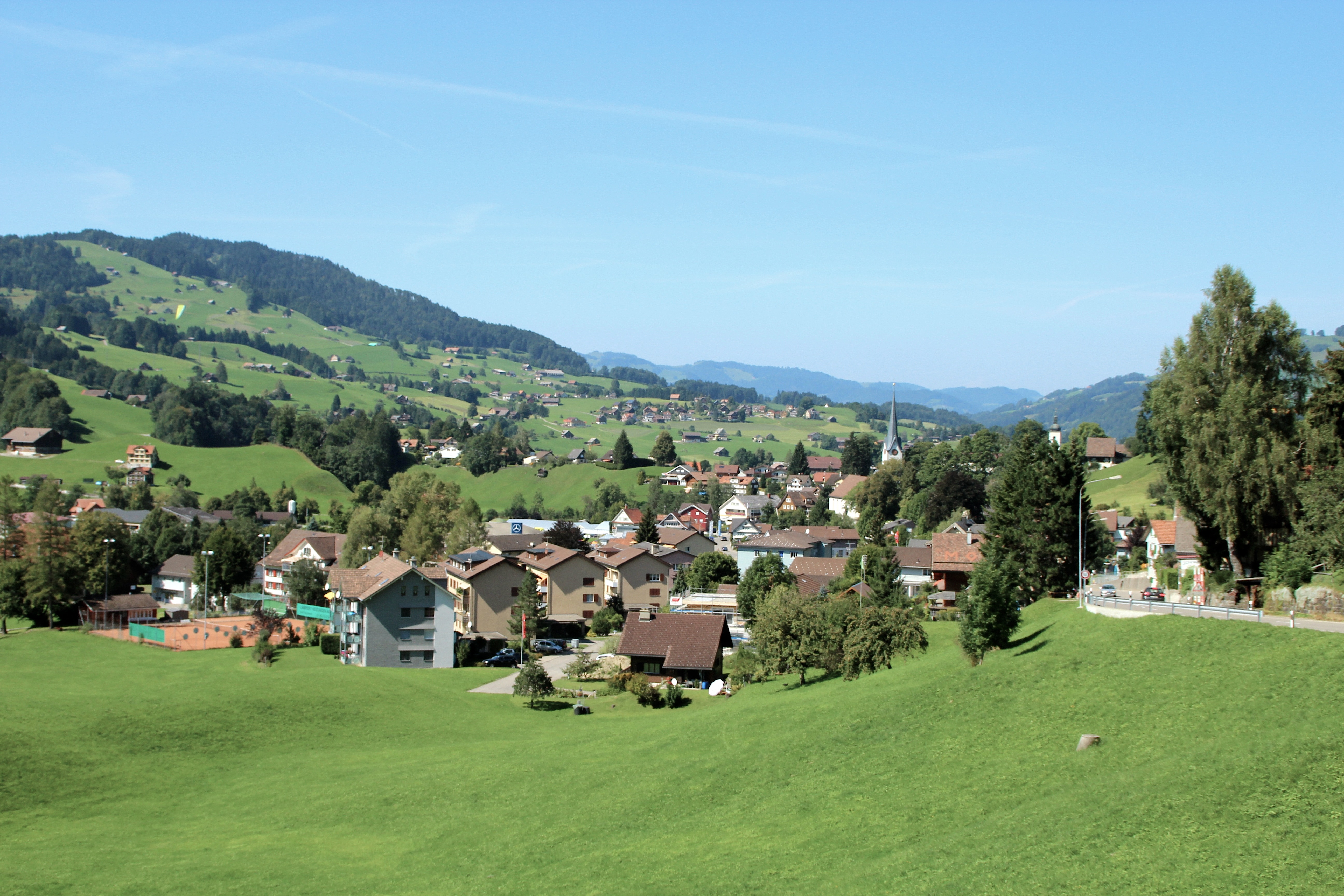
Dorf Nesslau
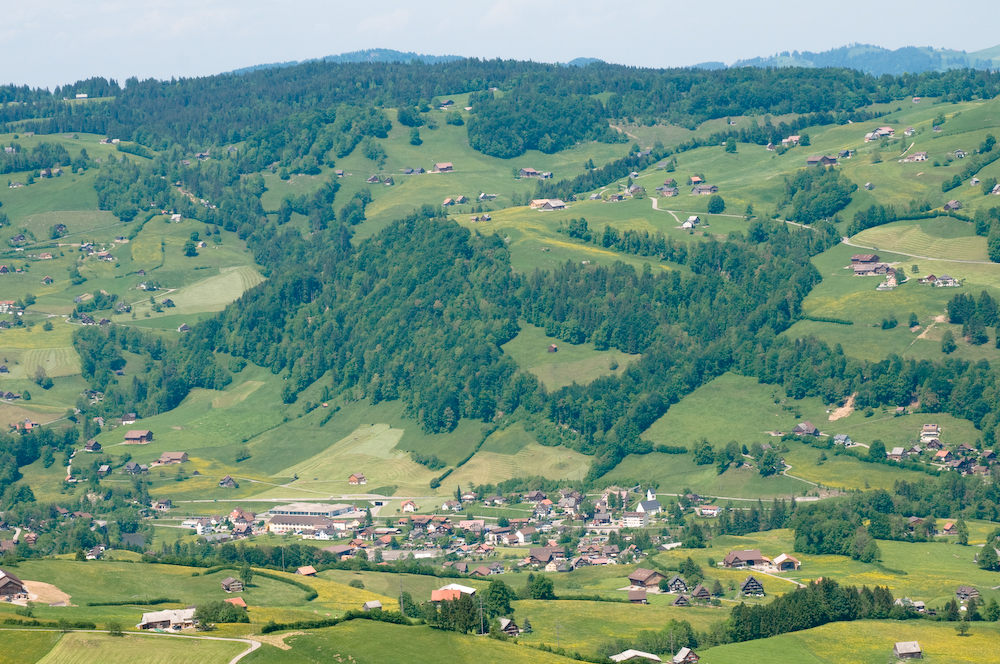
Dorf Krummenau
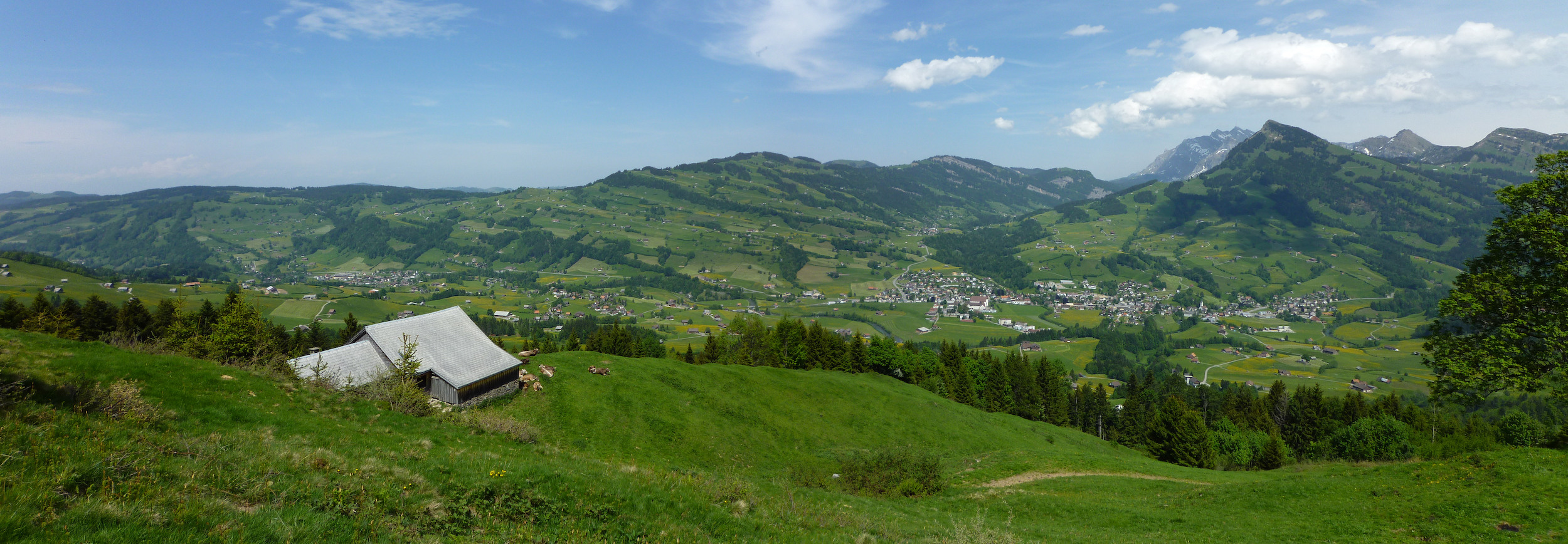
Panorama Nesslau-Krummenau
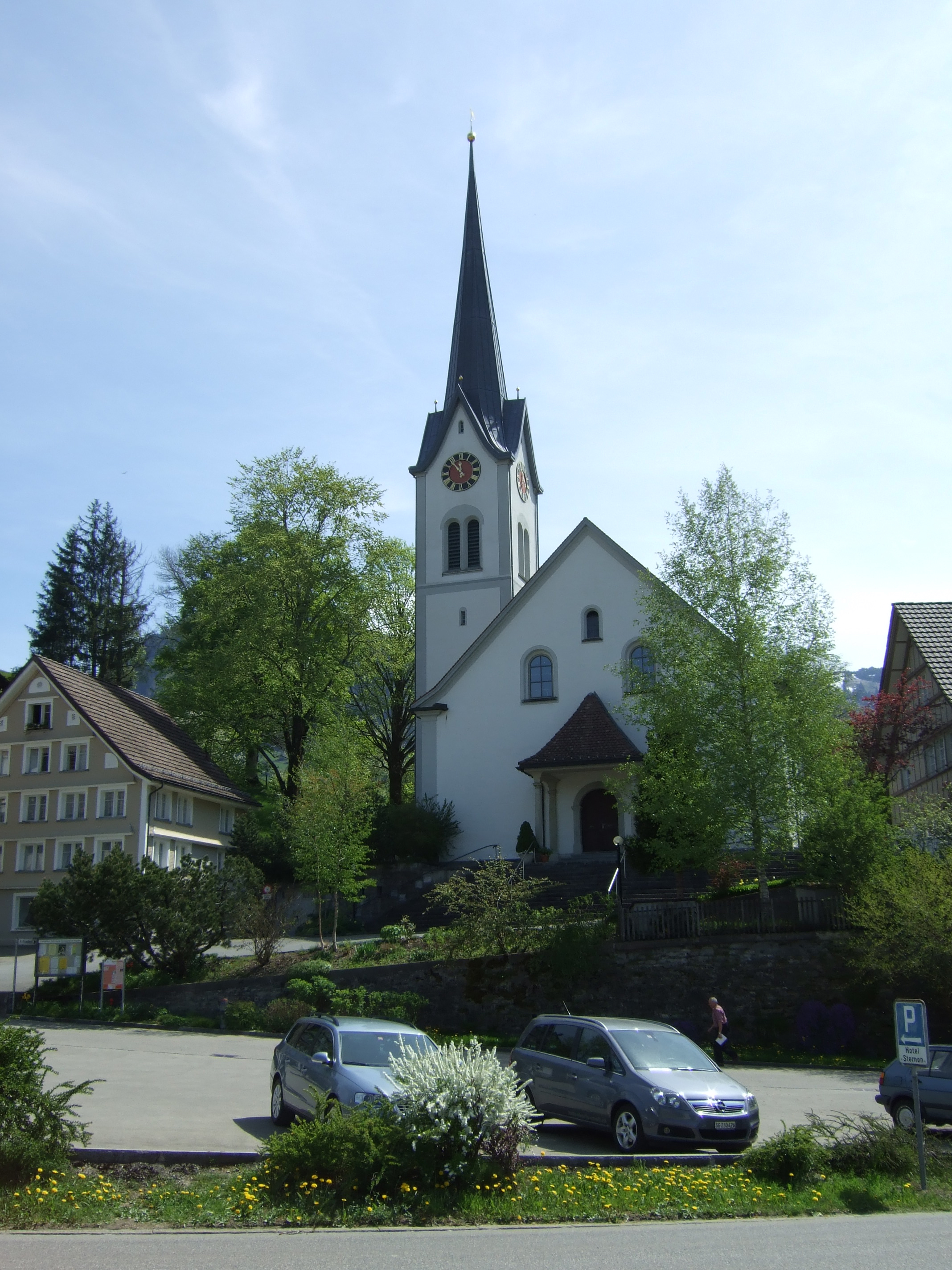
Reformierte Kirche von Nesslau
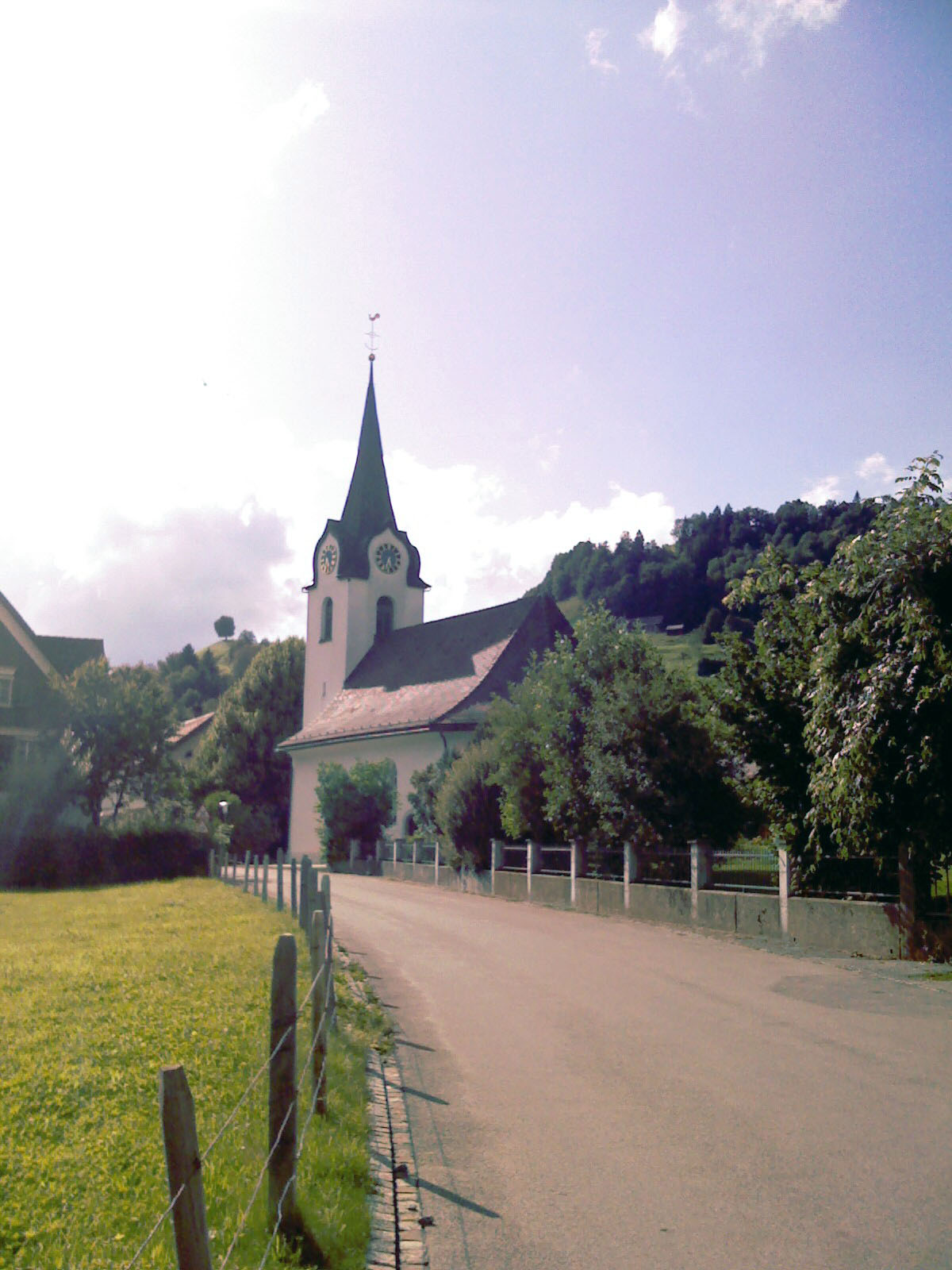
Kirche von Enntbühl

## Geschichte
Ab dem 12. Jahrhundert wurde das Gebiet von den Grafen von Toggenburg und von der Fürstabtei St. Gallen kolonisiert. Aus dem 13. Jahrhundert stammen die ersten urkundlichen Erwähnungen von einem Hof Nesselove und einem Gut Crummenouve. Im 16. Jahrhundert begann sich der Marktflecken Sidwald als bedeutender Vieh- und Warenmarkt zu entwickeln. Nach Feuersbrünsten im Kloster St. Johann im heutigen Alt St. Johann wurde 1626 mit dem Bau einer neuen Klosteranlage bei Sidwald begonnen, das so zu dem Namen Neu St. Johann kam. Im Zuge der Säkularisation der Fürstabtei St. Gallen wurde das Kloster zur Pfarrei, und in Teilen der Anlage wurde später das heilpädagogische Zentrum Johanneum eingerichtet.
1524 wurde in Krummenau, 1528 in Nesslau die Reformation eingeführt, wobei die Kirche bis zur 1806 erfolgten Gründung der katholischen Pfarrei Neu St. Johann paritätisch blieb. Nach der Gründung des Kantons St. Gallen 1803 wurden die politischen Gemeinden Krummenau und Nesslau gegründet. Nesslau war 1831–2002 Hauptort des Bezirks Obertoggenburg.
Mitte des 19. Jahrhunderts wurden auf Grund des Gesetzes zur Bekämpfung der Heimatlosigkeit in Neu St. Johann jenische Familien eingebürgert.
Neben der bis heute bedeutenden Landwirtschaft war schon im Mittelalter die Schwefelquelle Rietbad bei Ennetbühl bekannt, und es entstand ein bescheidener Kurtourismus. 1857 gründeten die Brüder Emil und Gustav Gnipper in Neu St. Johann ein Textilunternehmen, das später von der Familie Meyer-Mayor übernommen wurde. Daneben blühte bis zum Ersten Weltkrieg das Stickereigewerbe.
Im Jahr 1912 stellte die Bodensee-Toggenburg-Bahn die Bahnlinie von Ebnat-Kappel nach Krummenau und Nesslau-Neu St. Johann fertig. 1919 ersetzten Postautos die Pferdepost von Nesslau nach Wildhaus. Der Endbahnhof Nesslau-Neu St. Johann wurde so zu einem bedeutenden Waren- und Personenumschlagplatz, und der Tourismus im Obertoggenburg erlebte einen Aufschwung. Verschiedene Projekte, die Bahn über Wildhaus nach Buchs oder als Zahnradbahn über Unterwasser auf den Säntisgipfel fortzusetzen, scheiterten hingegen.
Im Jahr 1947 ereignete sich in der Nachbargemeinde Stein ein Dorfbrand, wobei auch Häuser auf dem damaligen Gemeindegebiet von Nesslau brannten.
Nachdem die Bevölkerung beider Gemeinden klar zugestimmt hatte, wurden die politischen Gemeinden Nesslau und Krummenau am 1. Januar 2005 zur Gemeinde Nesslau-Krummenau vereinigt. Eine Fusion mit dem Ort Stein führte am 1. Januar 2013 zur neuen Gemeinde Nesslau.

## Tourismus und Sehenswürdigkeiten
Durch das ehemalige Gemeindegebiet verläuft der 60 Kilometer lange Thurweg, ein Wanderweg, der entlang der Thur von Wil nach Wildhaus führt.

## Persönlichkeiten
Siehe Nesslau.